# ОШ „Вук Караџић” Блажево
ОШ „Вук Караџић” у Блажеву, насељеном месту на територији општине Брус, једна је од установа основног образовања.

## Историјат
Школа у Блажеву почела је са радом 1894. године решењем које је тада потписао тадашњи министар просвете и црквених дела Светомир Николајевић. Прве школске 1894/95. у први разред било је уписано 50 мушких ученика. од наставних предмета учили су се: Хришћанска наука, српски језик, рачун, земљопис, српска историја, познавање природе, словенски језик, лепо писање, цртање, певање и гимнастика, први учитељ је био Аћим Чавдаровић.
Почетком двадесетог века ђаци су током године имали два испита, полугодишњи на крају првог полугодишта и завршни испит на крају школске године. Ученици су више пута били оцењивани и то од стране разредног учитеља, као и од стране среског инспектора кроз испит на крају школске године. Што се оцена тиче, прелазна оцена била је тројка. За време Првог светског рата школа је спаљена 1917. године од стране аустријских окупатора.
У међуратном периоду, пошто је школа била доста оштећена, организован је зимски течај са скраћеним програмом и временом трајања, а деца полазници су била различитих година рођења. Течај је трајао од 1. новембра 1919. године до 1. марта 1920. године.
Године 1930. године изграђен је нова школска зграда, у који је учило 103 ученика у три разреда. Тридесетих година почињу са радом истурена одељења у Миоковићима и Ђерекарима. У Другом светском рату, школа доживљава сличну судбину као и за време Првог светског рата. Овог пута је спаљена од немачког окупатора.
Прве школске послератне године 1945/46, која је почела 5. априла 1947. године уписано је 24 ученика. Школске 1953/54. године школа у Блажеву постаје потпуна осморазредна школа, а 1964. године школа добија данашњи назив. Исте године  отварају се четвороразредне школе у Ђерекарима, Судимљи, Горњем Левићу, Боранцима и Стануловићима.
Године 1974. године подигнута је нова школска зграда, кад је школске 1974/75. године школа имала највећи број ђака, 354 (без подручних оделења).
Године 2000/01. школа у Блажеву са  подручним одељењима у Ђерекарима и Доњем Левићу имала је укупно 99 ученика.